# Infiniti JX
Infiniti JX – samochód sportowo-użytkowy produkowany przez koncern Nissan pod marką Infiniti od kwietnia 2012 roku. W 2013 roku zmieniona została nazwa modelu z JX na QX60. Auto zostało po raz pierwszy zaprezentowane podczas targów motoryzacyjnych w Los Angeles w 2011 roku.

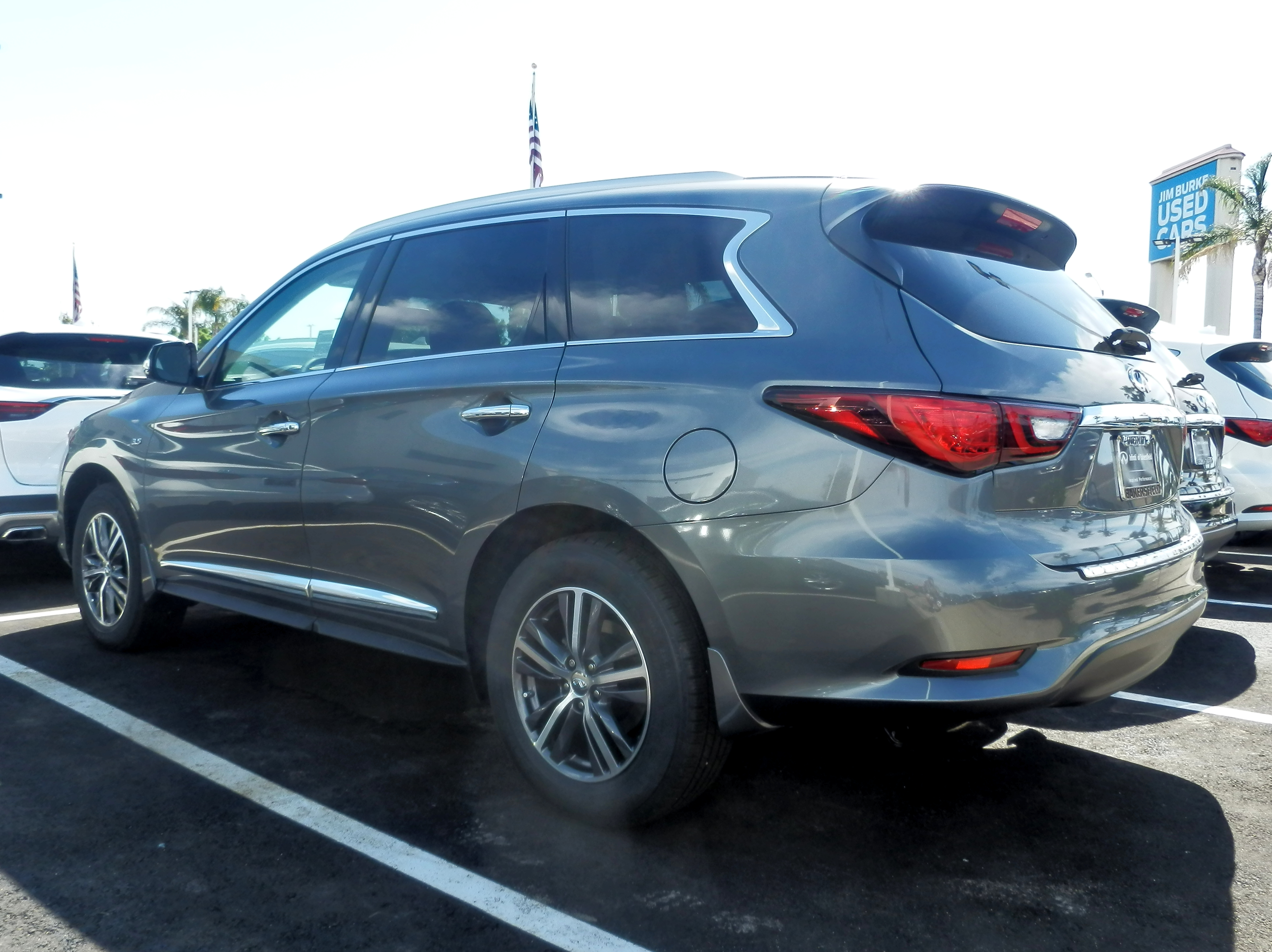
Tył Infiniti QX60

Samochód został zbudowany na bazie płyty podłogowej Nissana Murano. W 2012 roku Nissan ogłosił, że nowy Pathfinder (2013) oparty zostanie na płycie podłogowej znanej z modelu JX.
Do napędu użyto benzynowego silnika w układzie V6 VQ35DE o pojemności 3,5 l i mocy maksymalnej 269 KM (198 kW) i momencie obrotowym 336 Nm. W pojeździe zastosowano bezstopniową przekładnię CVT, napęd przenoszony jest na oś przednią, opcjonalnie dostępna jest wersja AWD.

## Wyposażenie
Standardowe wyposażenie pojazdu obejmuje m.in. 17-głośnikowy system audio firmy Bose Corporation z subwooferem i specjalną technologią Acoustic Wavequide.